# 三菱伸銅
三菱伸銅株式会社（みつびししんどう）は、かつて存在した三菱マテリアルグループの伸銅品メーカーで、東京都千代田区に本社をおいていた。

## 概要
銅および銅合金の圧延・加工及び真空薄膜製品加工を行っていた。同社は三菱マテリアルの連結子会社であるため、銅の製錬は三菱マテリアルが担当している。また、伸銅品メーカーらしく薄膜品の分野でも銅積層ポリイミドフィルムの生産・販売を手がけていた。
設立当初は製氷会社であり、その後、化学機械装置の製造に進出した。銅の加工事業に進出したのは設立から12年後であり、伸銅品の製造販売を開始したのは設立から27年後である。そして「三菱」の社名を冠したのは設立から61年後のことである。
かつては三菱金曜会及び三菱広報委員会に加盟していたが、今は退会している。2016年時点は親会社の三菱マテリアルが三菱金曜会と三菱広報委員会に加盟している。
2020年4月1日、三菱マテリアルに吸収合併され、解散した。

## 沿革
- 1925年5月20日 - 第一製氷株式会社の社名で設立。
- 1930年 - 社名を第一産業株式会社に変更。この当時は主に化学機械装置を製造していた。
- 1937年 - 銅を含む非鉄金属加工事業に進出。銅関連事業のメーカーとしての一歩を踏み出す。
- 1942年 - 社名を株式会社日曹製作所に変更。
- 1949年4月30日 - 東京証券取引所に上場。
- 1952年 - 伸銅品（銅および銅合金の板・条製品）の製造販売を開始。
- 1954年 - 真空薄膜技術分野に進出。
- 1957年 - 社名を玉川機械金属株式会社に変更。
- 1959年 - 銅を含む非鉄金属管事業に進出。
- 1972年 - 半導体用銅系リードフレーム材分野に進出。
- 1974年 - 貨幣用・ゲーム用コインおよび精密プレス品事業に進出。
- 1975年 - ガス配管用金属フレキシブルホースの製造販売を開始。
- 1986年 - 社名を三菱伸銅株式会社に変更。
- 1990年 - 内面溝付銅管事業に進出。
- 2006年 - 株式公開買い付け（TOB）により三菱マテリアルの連結子会社となる。
- 2008年
  - 1月28日 - 三菱マテリアルによる株式交換のため、上場廃止。
  - 4月1日 - 同じく三菱マテリアル100%子会社の三宝伸銅工業株式会社と合併（存続会社は三菱伸銅）。
- 2016年8月1日 - 品川区から千代田区の新国際ビルに本社移転。
- 2020年4月1日 - 三菱マテリアルに吸収合併。

## 事業所所在地
- 本社 東京都千代田区丸の内三丁目4番1号 新国際ビル 6階
- 製造拠点

・若松製作所 福島県会津若松市扇町 128-7
・三宝製作所 大阪府堺市堺区三宝町8-374

## グループ企業
国内
- 株式会社後藤製作所
- 株式会社玉川製作所
- 玉川エンジニアリング株式会社
- 三宝メタル販売株式会社
- 株式会社三宝フォージング
- 菱星尼崎電線株式会社

海外
- RYOSHINDOH MANUFACTURING.SDN.BHD
- SAMBO SHINDO(THAILAND)CO.,LTD
- GOTOH PHILIPPINES CORPORATION
- 青島愛科銅業有限公司